# Каталін Менцингер
Каталін Менцингер (угор. Katalin Menczinger, 17 січня 1989) — угорська ватерполістка.
Учасниця Олімпійських Ігор 2012 року.
Призерка Чемпіонату світу з водних видів спорту 2013 року.